# Czernelica
Czernelica – osiedle typu miejskiego na Ukrainie, w obwodzie iwanofrankiwskim, w rejonie horodeńskim. W 2001 roku liczyło 1884 mieszkańców.

## Historia
Miejscowość została założona pod koniec XVI wieku.
W II Rzeczypospolitej miejscowość była siedzibą gminy wiejskiej Czernelica w powiecie horodeńskim województwa stanisławowskiego.
9 maja 1937 w Czernelicy przy udziale starosty Leona Rutkowskiego odsłonięto tablicę upamiętniejącą Polską Organizację Wojskową. 
W latach 1943–1945 z rąk nacjonalistów ukraińskich z OUN - UPA zginęło 62 Polaków.
W czasie okupacji niemieckiej mieszkająca we wsi polska rodzina Ustjanowskich udzieliła pomocy Menachemowi Scharffowi, Mordechajowi Sziklerowi i Szymonowi Tauberowi. W 1965 roku Instytut Jad Waszem podjął decyzję o przyznaniu głowie rodziny, Ignacemu Ustjanowskiemu, tytułu Sprawiedliwy wśród Narodów Świata. W 1991 roku nagrodę tę przyznano także jego żonie Bronisławie i dzieciom - Czesławowi i Urszuli Okułowskiej. W 1985 roku Jad Waszem przyznał również tytuł Sprawiedliwych wśród Narodów Świata Helenie Szumlańskiej i jej córkom Czesławie oraz Walerii Stefanczyk z d. Szumlańskiej.
W 1989 liczyło 2055 mieszkańców.
W 2013 liczyło 1700 mieszkańców.

## Zabytki
- ruiny zamku warownego[8]
- kościół późnorenesansowy pw. św. Antoniego - ufundowany wraz klasztorem dominikanów przez wojewodę bracławskiego Michała Jerzego Czartoryskiego i jego żonę Eufrozynę z d. Stanisławską w 1661 r., murowany, z herbem Czartoryskich nad portalem. Po likwidacji dominikanów w wyniku kasaty józefińskiej stał się kościołem parafialnym. Konsekrowany w 1833 r. Zamieniony na magazyn w 1948 r. Zniszczony w wyniku pożaru w 2007, obecnie opuszczony i popadający w coraz większą ruinę[9][10].
- zamek[8] w Zarwanicy[11].